# Сив четириок опосум
Сив четириок опосум (Philander opossum) e вид опосум от семейство Didelphidae. Видът обитава Централна и Южна Америка в страните от Мексико до северна Аржентина. Нарича се четириок опосум поради добре изразените петна над очите. Кожата на гърба е сива, а по корема, гърлото и бузите преминава постепенно в кремава. Възрастните имат черни уши, които са по-светли в основата. Женските раждат от 2 до 7 малки. Опосумите от този вид са териториални като стабилността на маркираната територия зависи от наличието на достатъчно хранителни ресурси. Те са всеядни, хранят с дребни животни и растителност, като например листа, семена и плодове.

## Подвидове
- Philander opossum canus
- Philander opossum fuscogriseus
- Philander opossum melanuris
- Philander opossum opossum